# Thage Persson
Thage Bertil Persson, född 7 oktober 1926 i Matteröds församling, död 20 augusti 2017, var en svensk lokalpolitiker i Tollarp och Kristianstad.

## Biografi

### Kommunfullmäktige
Han satt i Kristianstads kommunfullmäktige 1974–1994 och var ordförande i kommunfullmäktige 1974–1982. Han blev ordförande i kommunfullmäktige då Tollarps storkommun inlemmades i Kristianstads kommun och hade dessförinnan varit ordförande i Tollarp.

### Kommunstyrelsen
Persson var kommunstyrelsens ordförande under sex år, 1986–1988 och sedan 1992–1994.  Då han var kommunalråd för moderaterna under 1990-talet var han med och försökte förhindra nedläggningen av Kristianstads båda regementen, Wendes artilleriregemente och Norra skånska regementet. Han avslutade sin tid i kommunpolitiken 1994. Han satt i kommunstyrelsens arbetsutskott de år han var ordförande i kommunstyrelsen. 

## Personligt
I en minnesruna i Kristianstadsbladet 2017 betonades Perssons betydelse för Tollarp. Han var en de tongivande politikerna när Kristianstads kommun bildades och blev snabbt en av moderaternas ledare i fullmäktige. Han var försäljningschef till yrket.